# 尼尔斯·桑德斯特伦
尼尔斯·桑德斯特伦（瑞典語：Nils Sandström，1893年8月9日—1973年6月17日），瑞典男子田径运动员，主攻短跑。他曾代表瑞典参加1920年夏季奥林匹克运动会田径比赛，获得男子4×100米接力铜牌。